# Jonida Maliqi
Jonida Maliqi (født 26. marts 1983) er en albansk sanger, tv-vært, mediepersonlighed, filantrop, stilikon og iværksætter. Hun repræsenterede Albanien i Eurovision Song Contest 2019 med sangen "Ktheju tokës" i Tel Aviv. Sangen deltog i anden semifinale, hvorfra den kvalificerede sig til finalen. Her blev sangen nummer 17 blandt de 26 deltagende lande.